# قرية ريد هوك (نيويورك)
قرية ريد هوك (بالإنجليزية: Red Hook (village), New York)‏ هي بلدة تقع في الولايات المتحدة في مقاطعة دوتشيز. يقدر عدد سكانها بـ 1,961 نسمة ومساحتها 2.8 كم2 وترتفع عن سطح البحر 67 متر.

## التركيبة السكانية
حدّد مكتب تعداد الولايات المتحدة بيانات التركيبة السكانية لقرية ريد هوك في تعداد الولايات المتحدة. في ما يلي، التركيبة السكانية حسب تعدادي 2000 و2010.

### تعداد عام 2000
بلغ عدد سكان قرية ريد هوك 1,805 نسمة بحسب تعداد عام 2000، وبلغ عدد الأسر 765 أسرة وعدد العائلات 492 عائلة مقيمة في القرية. في حين سجلت الكثافة السكانية 651.6 نسمة لكل كيلومتر مربع (1,687.6/ميل2). وبلغ عدد الوحدات السكنية 798 وحدة بمتوسط كثافة قدره 288.1 لكل كيلومتر مربع (746.2/ميل2).
وتوزع التركيب العرقي للقرية بنسبة 95.46% من البيض و0.66% من الأمريكيين الأفارقة و0.06% من الأمريكيين الأصليين و1.72% من الأمريكيين ذوي الأصول الآسيوية و0.06% من سكان جزر المحيط الهادئ و1.11% من الأعراق الأخرى و0.94% من عرقين مختلطين أو أكثر و3.55% من الهسبانيون أو اللاتينيون من أي عرق.
بلغ عدد الأسر 765 أسرة كانت نسبة 31.9% منها لديها أطفال تحت سن الثامنة عشر تعيش معهم، وبلغت نسبة الأزواج القاطنين مع بعضهم البعض 49.3% من أصل المجموع الكلي للأسر، ونسبة 10.6% من الأسر كان لديها معيلات من الإناث دون وجود شريك، بينما كانت نسبة 4.4% من الأسر لديها معيلون من الذكور دون وجود شريكة وكانت نسبة 35.7% من غير العائلات. تألفت نسبة 28.8% من أصل جميع الأسر من عدة أفراد يعيشون في نفس المنزل ونسبة 11.8% كانت تتألف من شخص يعيش بمفرده يبلغ من العمر 65 عاماً أو أكثر. وبلغ متوسط حجم الأسرة المعيشية 2.36، أما متوسط حجم العائلات فبلغ 2.92.
بلغ العمر الوسطي للسكان 39.1 عاماً. وكانت نسبة 23.2% من القاطنين تحت سن الثامنة عشر، وكانت نسبة 9.1% بين الثامنة عشر والرابعة والعشرين عاماً، ونسبة 28% كانت واقعةً في الفئة العمرية ما بين الخامسة والعشرين والرابعة والأربعين عاماً، ونسبة 22.8% كانت ما بين الخامسة والأربعين والرابعة والستين، ونسبة 16.8% كانت ضمن فئة الخامسة والستين عاماً فما فوق. يوجد لكل 100 أنثى 97.9 ذكر، ويوجد لكل 100 أنثى في الثامنة عشر من عمرها فما فوق 90.4 ذكر.
بلغ متوسط دخل الأسرة في القرية 37,284 دولارًا، أما متوسط دخل العائلة فبلغ 48,125 دولارًا. وكان متوسط دخل الذكور 35,580 دولارًا مقابل 25,563 دولارًا للإناث. وسجل دخل الفرد الخاص بالقرية 20,618 دولارًا. وكانت نسبة 4.9% من العائلات ونسبة 8.6% من السكان تحت خط الفقر، وكان من هؤلاء نسبة 7.6% تحت سن الثامنة عشر ونسبة 2% في الخامسة والستين من العمر وما فوق.

### تعداد عام 2010
بلغ عدد سكان قرية ريد هوك 1,961 نسمة بحسب تعداد عام 2010، وبلغ عدد الأسر 891 أسرة وعدد العائلات 481 عائلة مقيمة في القرية. في حين سجلت الكثافة السكانية 707.9 نسمة لكل كيلومتر مربع (1,833.5/ميل2). وبلغ عدد الوحدات السكنية 947 وحدة بمتوسط كثافة قدره 341.9 لكل كيلومتر مربع (885.5/ميل2).
وتوزع التركيب العرقي للقرية بنسبة 91.38% من البيض و0.97% من الأمريكيين الأفارقة و0.31% من الأمريكيين الأصليين و3.47% من الأمريكيين ذوي الأصول الآسيوية و2.65% من الأعراق الأخرى و1.22% من عرقين مختلطين أو أكثر و6.53% من الهسبانيون أو اللاتينيون من أي عرق.
بلغ عدد الأسر 891 أسرة كانت نسبة 24.1% منها لديها أطفال تحت سن الثامنة عشر تعيش معهم، وبلغت نسبة الأزواج القاطنين مع بعضهم البعض 39.8% من أصل المجموع الكلي للأسر، ونسبة 8.6% من الأسر كان لديها معيلات من الإناث دون وجود شريك، بينما كانت نسبة 5.5% من الأسر لديها معيلون من الذكور دون وجود شريكة وكانت نسبة 46% من غير العائلات. تألفت نسبة 37.1% من أصل جميع الأسر من عدة أفراد يعيشون في نفس المنزل ونسبة 18.2% كانت تتألف من شخص يعيش بمفرده يبلغ من العمر 65 عاماً أو أكثر. وبلغ متوسط حجم الأسرة المعيشية 2.20، أما متوسط حجم العائلات فبلغ 2.90.
بلغ العمر الوسطي للسكان 42.7 عاماً. وكانت نسبة 19.5% من القاطنين تحت سن الثامنة عشر، وكانت نسبة 12.1% بين الثامنة عشر والرابعة والعشرين عاماً، ونسبة 21.2% كانت واقعةً في الفئة العمرية ما بين الخامسة والعشرين والرابعة والأربعين عاماً، ونسبة 27.4% كانت ما بين الخامسة والأربعين والرابعة والستين، ونسبة 19.8% كانت ضمن فئة الخامسة والستين عاماً فما فوق. وتوزع التركيب الجنسي للسكان بنسبة 46.7% ذكور و53.3% إناث.